# Mortemer (Oise)
Mortemer és un municipi francès, situat al departament de l'Oise i a la regió dels Alts de França. L'any 2007 tenia 186 habitants.

## Demografia

### Població
El 2007 la població de fet de Mortemer era de 186 persones. Hi havia 71 famílies de les quals 19 eren unipersonals (19 homes vivint sols), 7 parelles sense fills, 34 parelles amb fills i 11 famílies monoparentals amb fills.
La població ha evolucionat segons el següent gràfic:
Habitants censats

### Habitatges
El 2007 hi havia 90 habitatges, 74 eren l'habitatge principal de la família, 8 eren segones residències i 7 estaven desocupats. Tots els 89 habitatges eren cases. Dels 74 habitatges principals, 69 estaven ocupats pels seus propietaris, 4 estaven llogats i ocupats pels llogaters i 1 estava cedit a títol gratuït; 2 tenien dues cambres, 9 en tenien tres, 19 en tenien quatre i 44 en tenien cinc o més. 70 habitatges disposaven pel capbaix d'una plaça de pàrquing. A 32 habitatges hi havia un automòbil i a 34 n'hi havia dos o més.

### Piràmide de població
La piràmide de població per edats i sexe el 2009 era:
| Homes | Edats   | Dones |
| ----- | ------- | ----- |
| 0     | 95 o +  | 0     |
| 0     | 90 a 94 | 0     |
| 0     | 85 a 89 | 0     |
| 0     | 80 a 84 | 0     |
| 12    | 75 a 79 | 4     |
| 4     | 70 a 74 | 4     |
| 4     | 65 a 69 | 4     |
| 4     | 60 a 64 | 8     |
| 4     | 55 a 59 | 0     |
| 4     | 50 a 54 | 0     |
| 4     | 45 a 49 | 8     |
| 12    | 40 a 44 | 16    |
| 4     | 35 a 39 | 8     |
| 8     | 30 a 34 | 0     |
| 4     | 25 a 29 | 4     |
| 8     | 20 a 24 | 8     |
| 8     | 15 a 19 | 4     |
| 8     | 10 a 14 | 16    |
| 0     | 5 a 9   | 0     |
| 0     | 0 a 4   | 8     |

## Economia
El 2007 la població en edat de treballar era de 122 persones, 92 eren actives i 30 eren inactives. De les 92 persones actives 91 estaven ocupades (48 homes i 43 dones) i 2 estaven aturades (1 home i 1 dona). De les 30 persones inactives 9 estaven jubilades, 14 estaven estudiant i 7 estaven classificades com a «altres inactius».

### Ingressos
El 2009 a Mortemer hi havia 78 unitats fiscals que integraven 200 persones, la mediana anual d'ingressos fiscals per persona era de 19.008 €.

### Activitats econòmiques
Dels 4 establiments que hi havia el 2007, 2 eren d'empreses de comerç i reparació d'automòbils, 1 d'una empresa d'informació i comunicació i 1 d'una empresa de serveis.
L'any 2000 a Mortemer hi havia 8 explotacions agrícoles.

## Equipaments sanitaris i escolars
El 2009 hi havia una escola elemental integrada dins d'un grup escolar amb les comunes properes formant una escola dispersa.

## Poblacions properes
El següent diagrama mostra les poblacions més properes.